# Estadio de La Victoria (1944)
El antiguo estadio de La Victoria (Jaén) fue el estadio donde disputó sus partidos como local el Real Jaén C. F. entre 1944 y 2001.
Se inauguró el 29 de octubre de 1944, cuando al Real Jaén CF todavía se le conocía como la Olímpica Jiennense. El equipo militaba por aquel entonces en Tercera División, y a esta categoría correspondió el partido inaugural, que enfrentó al equipo jiennense contra el Algeciras CF y que terminó con empate a 2 goles.
Por sus reducidas dimensiones y la cercanía de las gradas, durante mucho tiempo La Victoria fue un fortín para el Real Jaén CF, ya que los equipos que acudían a enfrentarse a él se veían atenazados por la afición jiennense o no se desenvolvían bien en un campo de esas dimensiones.
Por su localización en el centro de la ciudad, eran muchos los aficionados que veían el partido no desde el estadio, sino desde edificios colindantes, especialmente en la azotea del Colegio El Almadén y en los pasillos de la Escuela Politécnica Superior, cuyas ventanas daban a La Victoria.
En este estadio, el Real Jaén CF disputó encuentros en las cuatro máximas categorías del fútbol español: Primera División, Segunda División, Segunda B y Tercera División.
El último partido disputado en La Victoria fue el correspondiente a la última jornada de la liga 2000/01 en Segunda división, celebrado el 17 de junio de 2001, que enfrentó al Real Jaén CF y al Real Betis Balompié y que concluyó con un resultado de 0-2, con dos goles de Gastón Casas, lo que supuso el ascenso del Betis a Primera División. El último acontecimiento que acogió fue un concierto de Julio Iglesias en agosto de 2001, tras el cual el estadio quedó cerrado hasta su demolición.
Fue reemplazado por el actual Estadio de la Victoria el 2 de septiembre de 2001, y se demolió casi 4 años más tarde, en abril de 2005, junto con la Escuela Politécnica Superior de Jaén. Actualmente, en su localización se encuentra un edificio de El Corte Inglés y un parque público.